# John Wilkin
John (Bucky) Wilkin (Tulsa, 26 april 1946), is een Amerikaans zanger, toetsenist en songwriter.

## Biografie
Zijn moeder Marijohn Wilkin schreef eveneens muziek. Tijdens zijn tienerjaren was het zijn grote droom om songwriter te worden. Op een dag spijbelde hij van school en schreef hij het nummer G.T.O. In 1964 werd dit zijn grootste hit als artiest, toen hij leadzanger was de surfrockband Ronny & the Daytonas. Het bereikte een nummer 7-notering in de Billboard Hot 100. Verder speelde hij in zijn jonge jaren nog in het duo Buzz and Bucky en later nog bij de American Eagles en als toetsenist voor Chuck Leavell.
Daarnaast was hij sessiegitarist voor tal van artiesten in de rock- en countrymuziek, onder wie Kris Kristofferson, Waylon Jennings, Jessi Colter en Kinky Friedman.

## Albums
- 1970: In search of food, clothing, shelter & sex, on liberty
- 1971: Buck Wilkin